# Carole Bouquet

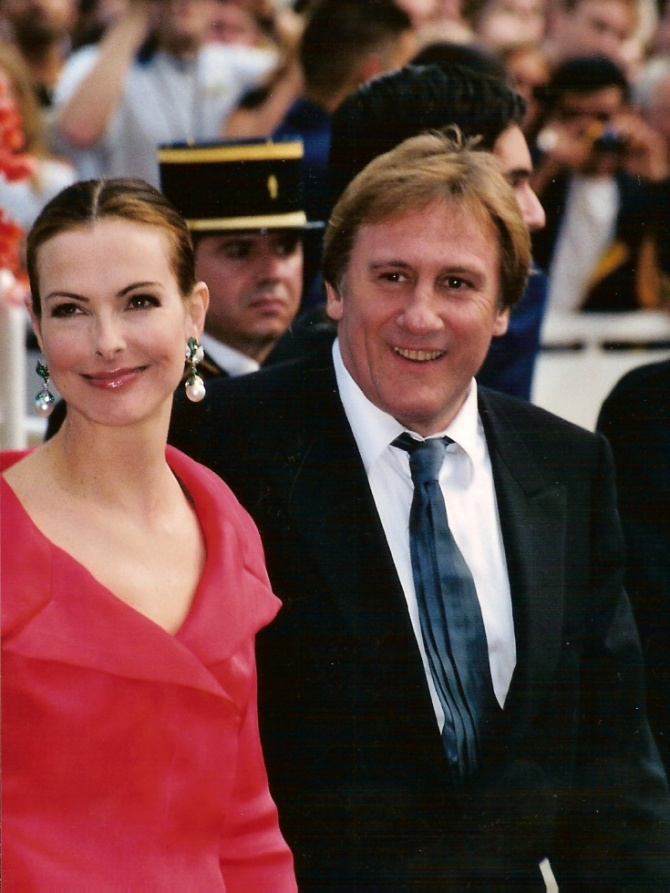
Bouquet z Gérardem Depardieu podczas 54. MFF w Cannes (2001).

Carole Bouquet (ur. 18 sierpnia 1957 w Neuilly-sur-Seine) – francuska aktorka, reżyserka, scenarzystka i modelka. Wystąpiła jako Melina Havelock w filmie z cyklu o Jamesie Bondzie Tylko dla twoich oczu (1981). Laureatka Cezara dla najlepszej aktorki za kreację Florence w komediodramacie Bertranda Bliera Zbyt piękna dla ciebie (1989).

## Życiorys
Urodziła się w Neuilly-sur-Seine. Po separacji jej rodziców, została wychowana przez siostrę ojca. W wieku piętnastu lat dostała się na wydział filozofii na Sorbonie, jednak porzuciła uczelnię na rzecz aktorstwa. Luis Buñuel zauważył ją, gdy była w Paryżu. Debiutowała na ekranie rolą tajemniczej pokojówki Conchity, symbolizującej śmierć, w dramacie Luisa Buñuela Mroczny przedmiot pożądania (Cet obscur objet du désir, 1977).
Ukończyła National Conservatory of Dramatic Art w Paryżu. Początkowo miała znaleźć się w obsadzie jedenastego filmu o przygodach Jamesa Bonda Moonraker (1979), jednak ostatecznie zagrała postać Greczynki - biologa morskiego Meliny Havelock, córki zabitego archeologa, która szuka zabójców swoich rodziców w dwunastym obrazie o przygodach agenta 007 Tylko dla twoich oczu (For Your Eyes Only, 1981) u boku Rogera Moore’a.
Jej rola Babée Senanques w dramacie Prawy brzeg, lewy brzeg Sekwany (Rive droite, rive gauche, 1984) z Nathalie Baye i Gérardem Depardieu była nominowana do nagrody Cezara. Wystąpiła jako księżniczka Soroya w jednej z trzech nowel Francisa Forda Coppoli komedii Nowojorskie opowieści (New York Stories, 1989).
Podwójna kreacja Florence Barthélémy i Colette w melodramacie Zbyt piękna dla ciebie (Trop belle pour toi, 1989) u boku Gérarda Depardieu i François Cluzeta przyniosła jej nagrodę Cezara.
W latach 90. jako modelka reklamowała perfumy Chanel No. 5. Była na okładkach magazynów takich jak „Elle”, „Femina”, „Paris Match”, „L’Officiel” i „Vogue”.
Za rolę Hélène w dramacie Czerwone latarnie (Feux rouges, 2004) odebrała nagrodę na MFF w Sztokholmie. Zasiadała w jury konkursu głównego na 67. MFF w Cannes (2014).

## Życie prywatne
Od 1982 jej partnerem życiowym był producent filmowy Jean-Pierre Rassam, z którym ma syna Dimitriego (ur. 16 listopada 1981). Rassam zmarł 28 stycznia 1985 w wieku 43 lat w wyniku przedawkowania środków nasennych. Bouquet wyznawała, że Rassam był „miłością jej życia”. Ze związku z fotografem Francisem Giacobetti ma syna Louisa (ur. 1987). 22 czerwca 1991 wyszła za mąż za immunologa Jacquesa Leibowitcha. Rozwiedli się w 1996. W latach 1997–2005 była związana z francuskim aktorem Gérardem Depardieu, z którym wielokrotnie pojawiała się w filmach.

## Wybrana filmografia

### Filmy fabularne
- 1977: Mroczny przedmiot pożądania (Cet obscur objet du désir) jako Conchita
- 1979: Zimny bufet (Buffet froid) jako młoda kobieta
- 1980: Blank Generation jako Nada
- 1981: Tylko dla twoich oczu (For Your Eyes Only) jako Melina Havelock
- 1982: Bingo Bongo jako Laura
- 1989: Nowojorskie opowieści (New York Stories) jako księżniczka Soroya
- 1989: Zbyt piękna dla ciebie (Trop belle pour toi/Too Beautiful for You) jako Florence Barthelemy
- 1989: Bunker Palace Hôtel jako Clara
- 1993: Tango jako Gość – Kobieta
- 1994: Trójkąt namiętności (A Business Affair) jako Kate Swallow
- 1994: Śmiertelne zmęczenie (Grosse fatigue) w roli samej siebie
- 1997: Lucie Aubrac jako Lucie Aubrac
- 1998: W całej niewinności (En plein coeur) jako Viviane Farnese
- 1999: Most pomiędzy dwoma brzegami (Un pont entre deux rives) jako Mina
- 2002: Wasabi – Hubert zawodowiec (Wasabi) jako Sofia
- 2002: Letni zawrót głowy (Embrassez qui vous voudrez) jako Lulu
- 2002: Blanche jako Anne d'Autriche
- 2003: Nie ma róży bez kolców (Bienvenue chez les Rozes) jako Béatrice Roze
- 2004: Czerwone latarnie (Feux rouges) jako Hélène
- 2005: Remont kapitalny (Travaux, on sait quand ça commence...) jako Chantal Letellier
- 2005: Piekło (L'Enfer) jako Marie, matka

### Seriale TV
- 2004: Seks w wielkim mieście (Sex and the City) jako Juliette Bilogue[8]
- 2014: Dziecko Rosemary (Rosemary's Baby) jako Margaux Castevet
- 2017: Modliszka (La Mante) jako Jeanne Deber / Modliszka